# Milly Steger

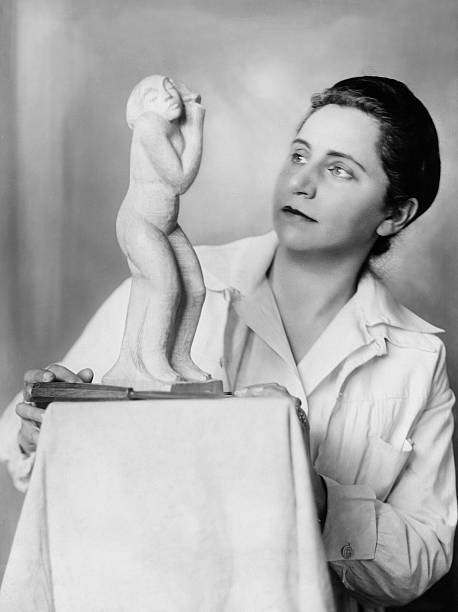
Milly Steger, 1922

Milly Steger (auch Steeger; * 15. Juni 1881 in Rheinberg als Emilie Sibilla Elisabeth Johanna Steger; † 31. Oktober 1948 in Berlin) war eine deutsche Bildhauerin.

## Leben und Wirken

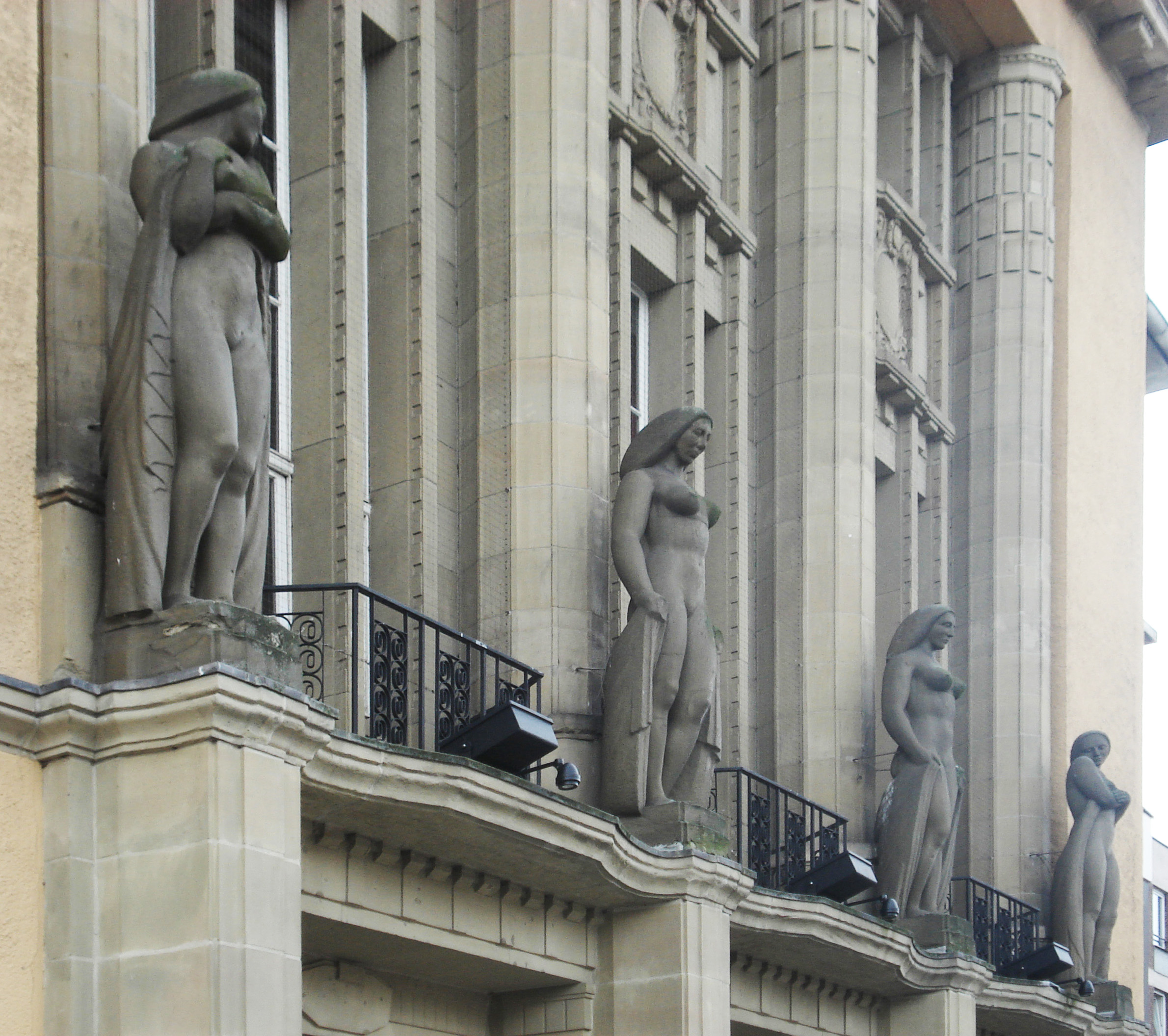
Theater Hagen mit Frauen-Statuen von Milly Steger

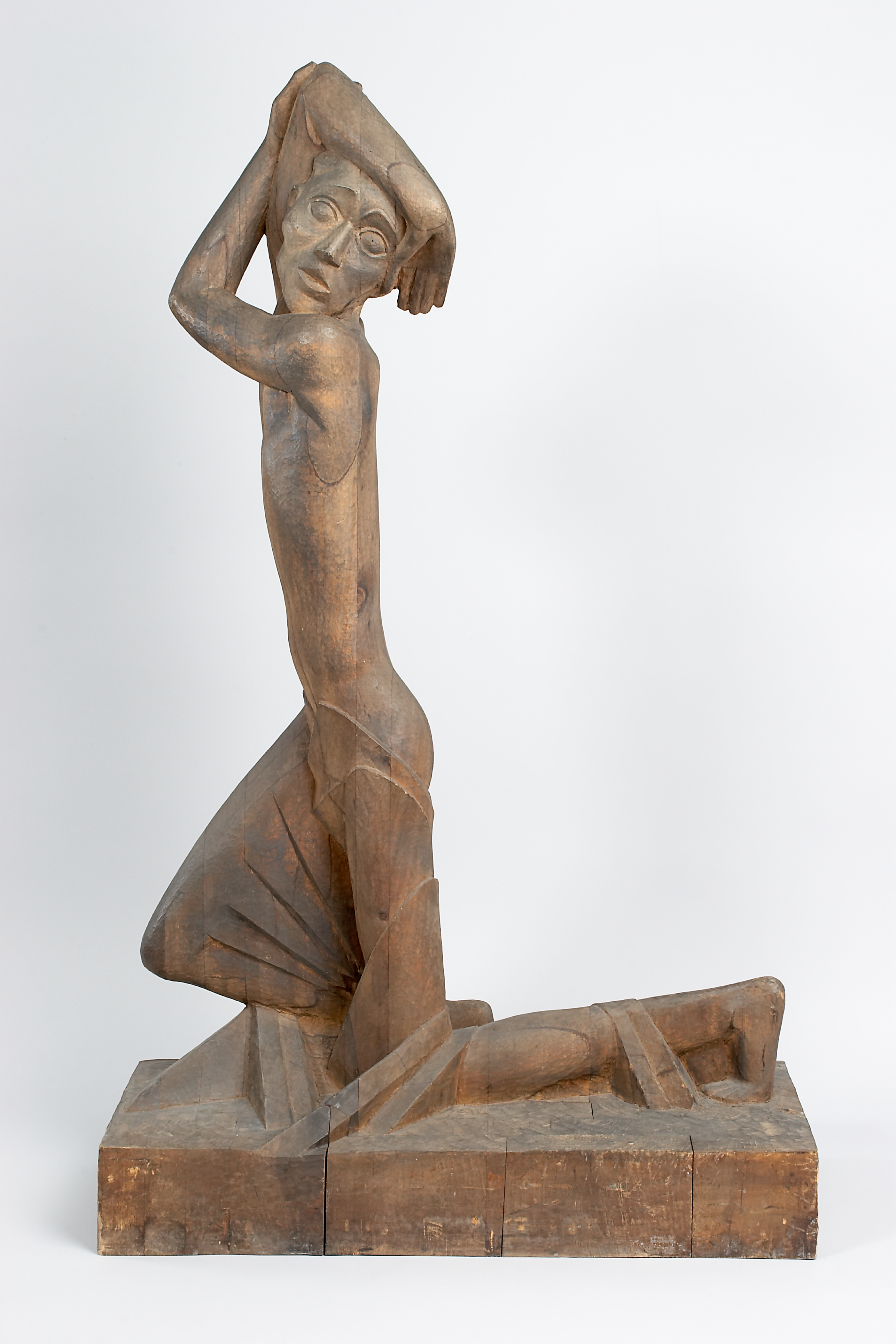
Auferstehender Jüngling von Milly Steger, 1920. Bestand des Städelmuseums Frankfurt am Main

Ihre Kindheit verbrachte die als Emilie Sibilla Elisabeth Johanna Steger geborene Milly Steger in Elberfeld, wohin ihr Vater als Amtsrichter berufen wurde. Nach ihrer allgemeinen Schulzeit erhielt sie Sprach- und Anstandsunterricht in einem Pensionat in London, nebenher absolvierte sie Zeichenunterricht bei einer Londoner Malerin und beschloss, Künstlerin zu werden. In Elberfeld besuchte sie anschließend eine Klasse für Stuckateure und Steinmetze an der dortigen Kunstgewerbeschule.
In der Zeit von etwa 1903 bis 1906 bekam sie eine Ausbildung im Privatatelier von Karl Janssen in Düsseldorf. Als Frau war es ihr nicht erlaubt, bei Janssen an der Düsseldorfer Kunstakademie zu studieren. Während eines Studienaufenthaltes in Florenz lernte sie Georg Kolbe kennen, dessen Schaffen sie so beeindruckte, dass sie sich später als seine Schülerin bezeichnet, ohne dies tatsächlich gewesen zu sein. 1908 zog sie nach Berlin und unterrichtete an der Damenakademie des Vereins der Berliner Künstlerinnen. Im Jahre 1911 war sie auf einer Ausstellung der Berliner Secession mit einer Mädchenfigur vertreten. Auf Reisen bewunderte sie in Paris Werke von Auguste Rodin und Aristide Maillol. 1909 besuchte sie den belgischen Bildhauer George Minne.
Als der Kunstmäzen Karl Ernst Osthaus sie 1910 nach Hagen einlud, verlegte sie ihren Wohnsitz in die westfälische Industriestadt an der Ruhr und schuf als erste großformatige Architekturplastik im Auftrag der Stadt vier überlebensgroße Frauen-Statuen an der Fassade des Theaters Hagen, die einen Skandal produzierten, Milly Steger aber gleichzeitig in Deutschland bekannt machten. Sie war eingebunden in den Künstlerkreis um Osthaus und knüpfte unter anderem Kontakte zu den Bildhauern Moissey Kogan und Will Lammert, dem Maler Christian Rohlfs sowie dem Glasmaler Jan Thorn-Prikker. Steger bewohnte ein Haus in der Künstlerkolonie „Am Stirnband“ in Hohenhagen, das sie mit einer Karyatide schmückte.

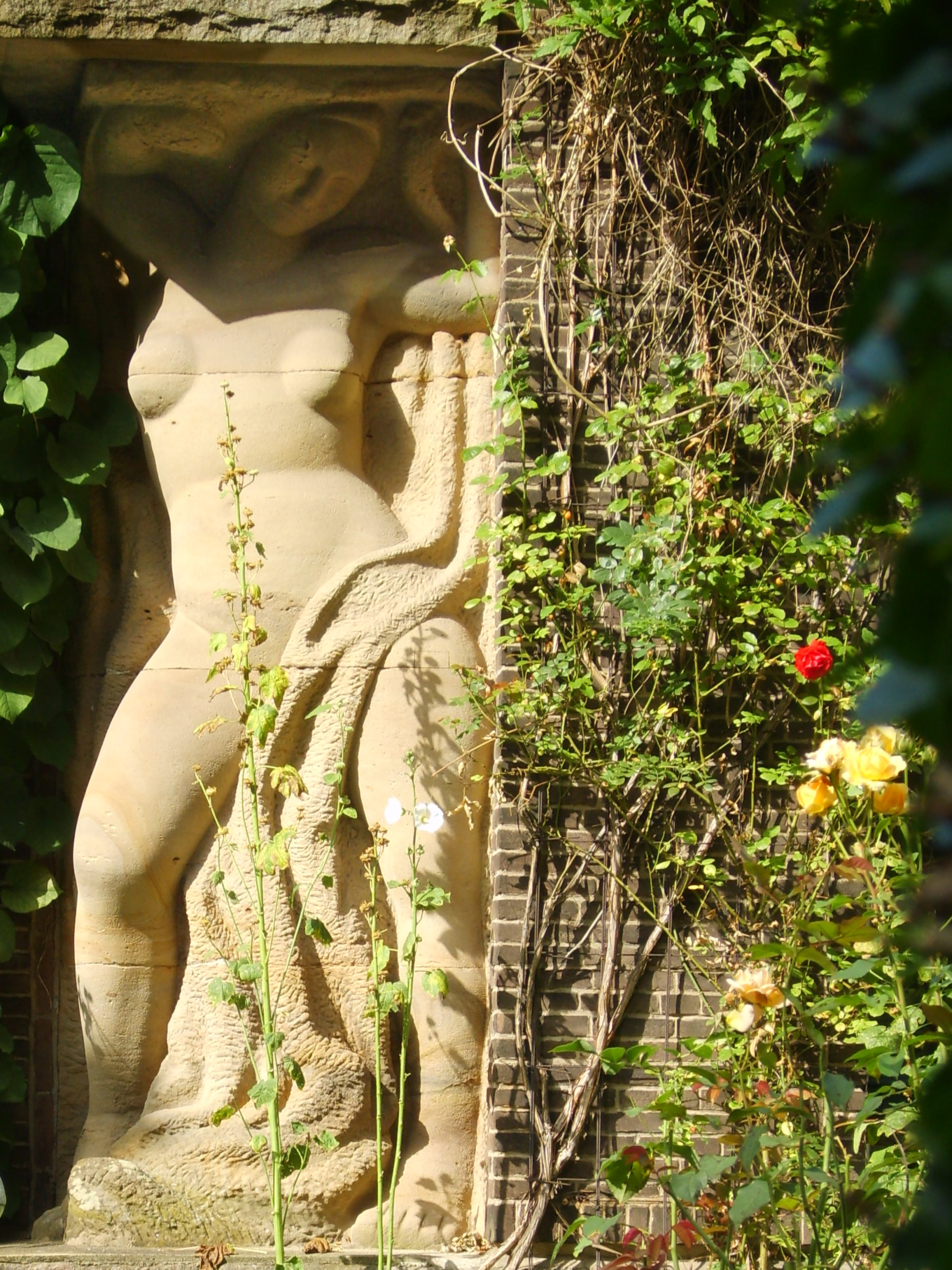
Karyatide an Milly Stegers Wohnhaus in Hagen, Entstehungszeit 1912–1917

Zum zehnjährigen Jubiläum des Museums Folkwang in Hagen 1912 stiftete Milly Steger einen Frauenkopf aus Sandstein über dem Museumsportal, in den folgenden drei Jahren entwarf sie Reliefs für die Stadthalle Hagen. Unterstützt von Osthaus nahm sie an Ausstellungen des Sonderbundes teil (1910 in Düsseldorf und 1912 in Köln) sowie an der Deutschen Werkbundausstellung in Köln 1914.
Ihre finanzielle Situation verschlechterte sich während des Ersten Weltkrieges so, dass sie die Miete für ihr Hagener Atelier nicht mehr regelmäßig aufbringen konnte. Im Jahr 1917 kehrte sie nach Berlin zurück, wo sie bis zu ihrem Lebensende blieb. Else Lasker-Schüler besang sie 1916 in einem expressionistischen Gedicht als „eine Büffelin an Wurfkraft“.
Steger unterzeichnete das Programm des Arbeitsrates für Kunst; 1919 wurden ihre Antworten auf eine Fragebogenaktion veröffentlicht, in denen sie vor allem für die Zulassung von Frauen an Akademien plädierte. Als ordentliches Mitglied im Deutschen Künstlerbund nahm Milly Steger auch an dessen Jahresausstellungen teil – z. B. 1910 in Darmstadt oder an der Jubiläumsausstellung (25 Jahre DKB) im Kölner Staatenhaus am Rheinpark 1929, wo sie die Kalksteinskulptur Rückblickende ausstellte, bis zur letzten Vorkriegsausstellung 1936 im Hamburger Kunstverein, die nach zehn Tagen zwangsweise durch die Reichskunstkammer geschlossen wurde.
Von 1927 bis 1942 unterrichtete sie Bildhauerei und Aktzeichnen an der Unterrichtsanstalt des Vereins der Künstlerinnen zu Berlin, zu dessen Vorstand sie gehörte. Ende der 1920er Jahre entwarf Milly Steger Porzellanplastiken von weiblichen Akten für die Firma Rosenthal. 1930 war sie neben Käthe Kollwitz in der Jury der Ausstellung "Die gestaltende Frau", die vom 18. Oktober bis 5. November 1930 vom "Deutschen Staatsbürgerinnenverband" im Berliner Kaufhaus Wertheim gezeigt wurde. Im November 1931 nahm sie an der 66. Ausstellung der Berliner Secession als eine der wenigen Vertreter der Plastik teil. Ab 1932 arbeitete sie im früheren Atelier von Georg Kolbe, das im November 1943 zerstört wurde. Dadurch verlor die Künstlerin einen großen Teil ihres Werkes.
1937 wurden in der Aktion „Entartete Kunst“ drei Plastiken, drei Zeichnungen und vier Druckgrafiken aus dem Berliner Kronprinzenpalais, dem Erfurter Museum für Kunst und Heimatgeschichte, der Kunstsammlung der Universität Göttingen, dem Städelschen Kunstinstitut Frankfurt/Main, dem Städtischen Museum Hagen und der Städtischen Kunsthalle Mannheim beschlagnahmt und zum Teil zerstört. In den verschiedenen Ausstellungen „Entartete Kunst“ war ihr Werk nicht vertreten. Auch im Jahr 1937 wurde sie in der NS-Zeitschrift Das Deutsche Mädel mit folgenden Worten zitiert: „Es macht mich stolz, dass die meisten meiner Arbeiten der deutsche Staat angekauft hat. Das schönste aber sind die neuen Aufgaben, vor denen die Künstler jetzt stehen.“ Außerdem bat sie Adolf Hitler vergeblich, um eine private Porträt-Sitzung. Der NS-Kulturpolitiker Hans Hinkel sprach sich für Milly Steeger aus. 1938 wurde ihre Plastik Sinnende in der Großen Deutschen Kunstausstellung ausgestellt. Im Jahre 1938 nahm Milly Steger an der Ausstellung der nationalsozialistischen Gemeinschaft „Kraft durch Freude“ mit „ausdrucksvollen Frauenfiguren“ teil.
Eine 2010 beim Berliner Skulpturenfund schwer beschädigt wiederentdeckte und zunächst Milly Steger zugeschriebene Plastik wurde als Fritz Maskos Somnambule identifiziert.
Nach dem Zweiten Weltkrieg arbeitete Milly Steger wieder in einem neuen Berliner Atelier. In der Allgemeinen Deutschen Kunstausstellung 1946 in Dresden, die als Wiedergutmachung für die Opfer der nationalsozialistischen Kunstpolitik eingerichtet wurde, war Milly Stegers Werk vertreten.
1948 wurde sie in das Ehrenpräsidium des Demokratischen Frauenbundes Deutschlands aufgenommen.
Beim Begräbnis Milly Stegers hielt Richard Scheibe eine Ansprache.

## Rezeption
Milly Steger „gehörte dem Kreis klassischer Idealität an, für den die klare, edle, über die Zufälligkeit erhobenen Gestaltung und die hohe, den Alltag überwindende Gesinnung erste Bedingung war. […] Sie hat große Werke in Bronze geschaffen und in Holz geschnitzt, ihre eigentliche künstlerische Lust aber stellte die Arbeit am Stein, am Marmor dar […]“.

## Werke (Auswahl)
- Die Herbe (Bronze; im Bestand des Märkischen Museums Berlin)[20]
- Kauernde (Gips; 1927; im Bestand des Osthaus-Museums Hagen)[21]
- Schreitende Frau mit Krug/ Krugträgerin I (Bronze, gegossen; 1934; wurde 1937 als „entartet“ beschlagnahmt. Im Bestand der Nationalgalerie Berlin).[22]
- Junger Johannes (Muschelkalk, poliert, punziert; 1933; Im Bestand der Nationalgalerie Berlin)[23]

## Audio
- Sabine Oelze: Milly Steger. Von der Avantgardistin zur NS-Mitläuferin. In: Deutschlandfunk. Kalenderblatt 31. Oktober 2023 (Text und Audio [4:58 min]).